# 妖しのセレス オリジナル・サウンドトラック
『妖しのセレス オリジナル・サウンドトラック』は、テレビアニメ『妖しのセレス』のサウンドトラック。2000年6月21日にポニーキャニオンよりリリース。

## 解説
2000年4月より放送されたテレビアニメ『妖しのセレス』の最初のサウンドトラック。岩男潤子が歌うオープニングテーマ「スカーレット」、DAY-BREAKが歌うエンディングテーマ「ONE〜この世が果てても離れない〜」も収録されている。
サウンドトラックは酒井良が作曲している。

## 収録曲
1. words and emotions 言葉と心
  - 作曲：酒井良
2. スカーレット(100sec.edit)
  - 作曲：酒井良、歌：岩男潤子
3. against the light 光に向かって
  - 作曲：酒井良
4. Morte et Debo〜the gift of death
  - 作曲：酒井良
5. solitude 孤独な苦悩
  - 作曲：酒井良
6. invisible plan インヴィシブル・プラン
  - 作曲：酒井良
7. a total eclipse 皆既食
  - 作曲：酒井良
8. raindrops 雨
  - 作曲：酒井良
9. apocalyptic strings 予言の旋律
  - 作曲：酒井良
10. the gates of confusion ゲート・オブ・コンフュージョン
  - 作曲：酒井良
11. Scarlet(piano solo)
  - 作曲：酒井良
12. the heavens and the earth 天と地
  - 作曲：酒井良
13. ONE〜この世が果てても離れない〜(expanded)
  - 作曲：酒井良、歌：DAY-BREAK